# 濮文昶
濮文昶（？—？）字椿馀，江苏溧水人，清朝进士、官员。

## 生平
濮氏先祖于南宋淳祐年间从河南卫辉迁居溧水。濮文昶的父亲濮瑗生有四子二女，濮文暹是长子，以下诸弟为濮文升、濮文昶、濮文曦，二女是濮文漪、濮文湘。濮文暹和三弟濮文昶同科中咸丰己未（1859年）举人，后来又同科中同治乙丑（1865年）进士。
濮文昶曾任汉阳县知县。任内曾赈济饥民，还曾为《汉阳县识》作记。光绪十年（1884年），张行简编印《汉阳县识》，汉阳县知县濮文昶赞他“以邑人谈邑事，易于传信。括简而不漏。”濮文昶还曾任麻城县知县、随州知州。
清朝同治四年（1865年），濮文暹与弟弟濮文昶为《脂砚斋重评石头记》作题跋。